# Коэффициент использования тепла топлива
Коэффициент использования тепла топлива — показатель оценки эффективности теплофикации. Представляет собой отношение тепловых эквивалентов, отпущенных от ТЭЦ теплоты и электрической энергии к тепловому эквиваленту сожжённого топлива:
{\displaystyle \eta ={\frac {Q+E}{BQ_{min}^{p}}}}
Здесь {\displaystyle Q} — количество отпущенной теплоты, {\displaystyle E} — количество отпущенной электроэнергии по тепловому эквиваленту, {\displaystyle B} — расход топлива, {\displaystyle Q_{min}^{p}} — низшая удельная теплота сгорания топлива.
Недостатком использования данного показателя является то, что электрическая и тепловая энергия не являются равноценными видами энергии (электрическую энергию можно легко превратить в остальные виды энергии, а тепловую нет).